# Percepcja
Percepcja – procesy zmysłowe oraz interpretujące je jako wytwór obiektów lub wydarzeń pochodzących z zewnętrznego, trójwymiarowego świata. Działem psychologii, który w największym stopniu bada percepcję jest psychofizyka.
Percepcja w szerokim sensie oznacza rejestrację (uchwycenie) przedmiotów i zdarzeń środowiska zewnętrznego: ich odbiór sensoryczny, zrozumienie, identyfikację i określenie werbalne oraz przygotowanie do reakcji na bodziec. Systemy percepcyjne człowieka umożliwiają mu widzieć, słyszeć, czuć smak, zapach, dotyk i zmiany temperatury. Jest to także poczucie świadomości (otoczenia).

## Proces percepcji
W procesie percepcji wyróżnia się bodźce proksymalne i bodźce dystalne. Występują one wśród każdego zmysłu: kontaktowych takich jak dotyk czy smak, czy działających na dotyk.
Identyfikacja i rozpoznawanie
Istnieją dwa sposoby przypisywania znaczenia spostrzeżeniom, inaczej zwane procesami typu góra-dół, dół-góra:
- przetwarzanie typu góra-dół – procesy postrzegania, w których informacje czerpane z dawnych doświadczeń, wiedzy, oczekiwań, motywacji i wykształcenia wpływają na sposób interpretacji i klasyfikacji postrzeganego przedmiotu (odtwarzanie fonemiczne – uzupełnianie brakujących fonemów) (odpowiada za sterowanie pojęciami; reprezentacje percepcyjna pozostaje pod wpływem wcześniejszej wiedzy, motywacji, oczekiwań i innych aspektów wyższego funkcjonowania umysłowego jednostki),
- przetwarzanie typu dół-góra – analizy percepcyjne opierające się na danych zmysłowych dostępnych w otoczeniu, wyniki analiz są przekazywane do mózgu w celu utworzenia bardziej abstrakcyjnych reprezentacji (odpowiada za sterowanie danymi; reprezentacja percepcyjna jest konstruowana na podstawie informacji zmysłowych)

Rodzaje struktur poznawczych:

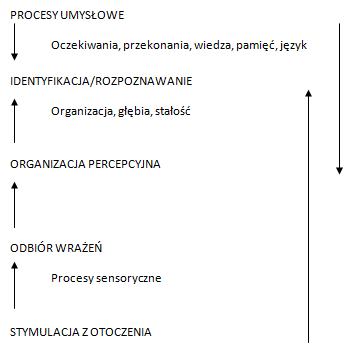

- związana z wyobraźnią. Odbierane przez nią wrażenia zmysłowe zazwyczaj są deformowane przez nasze oczekiwania, potrzeby, uczucia i mechanizmy obronne, uruchamiane przez podświadomość.
- związana z inteligencją. Koryguje ona doznania zarejestrowane w naszej wyobraźni.

Etapy procesu postrzegania:
- odbiór wrażeń,
- postrzeganie w wąskim znaczeniu,
- identyfikacja i rozpoznawanie.

## Procesy organizujące percepcję
- Uwaga – stan koncentracji świadomości na pewnym obszarze informacji dostępnych percepcji
- Selekcja ukierunkowana na cel – czynnik determinujący wybieranie przez ludzi do dalszego przetwarzania tylko części napływających bodźców sensorycznych; odzwierciedla dokonane wybory jako funkcję własnych celów jednostki,
- Pochwycenie przez bodziec – czynnik określający, dlaczego ludzie wybierają i przetwarzają tylko część bodźców sensorycznych; pojawia się, kiedy cechy bodźców – obiektów znajdujących się w otoczeniu – automatycznie przyciągną uwagę, niezależnie od konkretnych celów, osoby jej postrzegającej.

Zmieniając jeden czynnik i obserwując, jak wypływa to na sposób postrzegania przez ludzi zestawu, zostały sformułowane prawa organizacji percepcji:
- Prawo bliskości – ludzie grupują razem najbliższe elementy,
- Prawo podobieństwa – ludzie grupują razem elementy najbardziej podobne,
- Prawo ciągłości – ludzie spostrzegają linie jako ciągłe, nawet wtedy, gdy są one przerwane,
- Prawo domykania – ludzie mają tendencje do zapełniania niewielkich przerw w doświadczanych obiektach, tak aby tworzyć całości,
- Prawo wspólnego losu – ludzie mają tendencje do grupowania razem obiektów, które zdają się poruszać w tym samym kierunku.

## Stałość percepcyjna
Stałość percepcyjna to zdolność do utrzymywania niezmiennego postrzegania obiektu pomimo zmienności jego obrazu na siatkówce:
- Stałość wielkości – zdolność do postrzegania rzeczywistej wielkości obiektu mimo zmiany wielkości jego obrazu na siatkówce,
- Stałość kształtu – zdolność do postrzegania prawdziwego kształtu obiektu mimo zmiany kształtu jego obrazu na siatkówce,
- Stałość jasności – tendencja do postrzegania białości, szarości lub czerni obiektów jako stałych, przy zmieniającym się natężeniu oświetlenia.